# تری استیکلز
تری استیکلز (به انگلیسی: Terri Stickles) (زادهٔ ۱۱ مهٔ ۱۹۴۶) شناگر اهل ایالات متحده آمریکا است.